# كريستي توليفير
كريستي توليفير (بالإنجليزية: Kristi Toliver)‏ مواليد 27 يناير 1987 في هاريسونبورغ، هي لاعبة كرة سلة أمريكية سابقة. بدأت مسيرتها الاحترافية في سنة 2009. تم اختيارها من قبل فريق شيكاغو سكاي خلال الدرافت. لعبت مع واشنطن ميستيكس في دوري الاتحاد الوطني لكرة السلة النسائية كلاعب هجوم خلفي. فازت بلقب دوري المحترفات.

## المسيرة الاحترافية
لعبت مع شيكاغو سكاي في سنة 2009، ثم لعبت مع لوس أنجلوس سباركس من سنة 2010 إلى 2016، ثم لعبت مع واشنطن ميستيكس في سنة 2017.

## روابط خارجية
- كريستي توليفير على موقع الاتحاد الدولي لكرة السلة (الإنجليزية)
- كريستي توليفير على موقع الاتحاد الوطني لكرة السلة النسائية (الإنجليزية)
- كريستي توليفير على موقع كرة السلة الأوروبية.كوم (الإنجليزية)
- كريستي توليفير على موقع كلية كرة السلة في سبورتس رفرنس.كوم (الإنجليزية)
- كريستي توليفير على موقع بروبوليرز (الإنجليزية)
- كريستي توليفير على موقع سبورتس رفرنس (الإنجليزية)
- كريستي توليفير على موقع سبورتس رفرنس (الإنجليزية)